# Condensazione

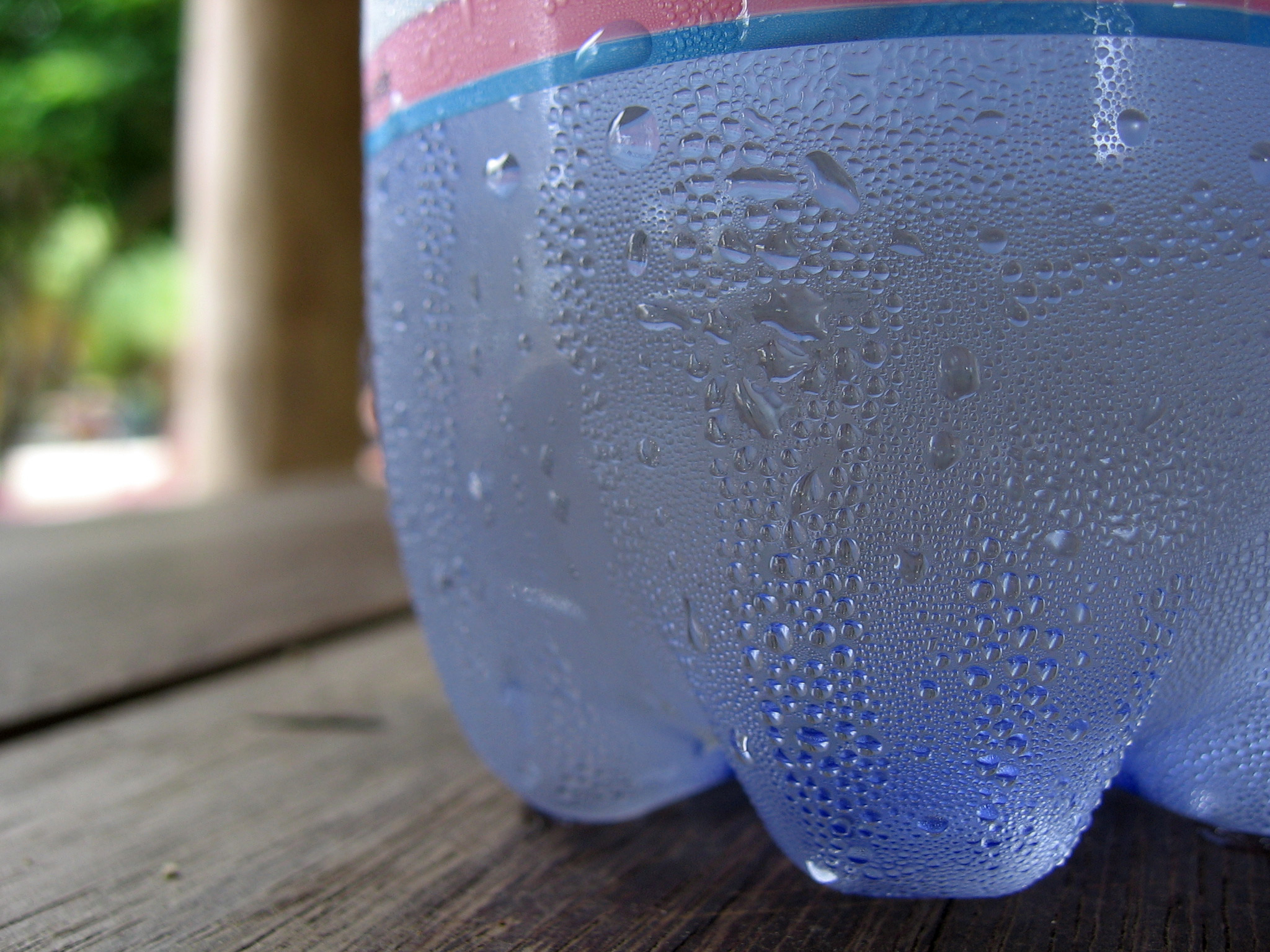
Il vapore acqueo presente nell'aria condensa a contatto con la superficie fredda di una bottiglia

La condensazione è la transizione di fase dalla fase aeriforme alla fase liquida di una sostanza. Tale trasformazione si può eseguire:
- a temperatura costante per compressione, se la temperatura dell'aeriforme è inferiore a quella critica;[2]
- per raffreddamento con una fonte esterna;
- per espansione adiabatica.

La condensazione può avvenire generalmente in due modi:
- condensazione volumetrica: avviene normalmente nei fenomeni naturali, come per esempio nelle nuvole;
- condensazione su superfici: usata soprattutto per aspetti tecnici e ingegneristici, per esempio negli scambi di calore.

In ogni caso l'operazione di condensazione è esotermica, cioè avviene sottraendo calore alla sostanza che si vuole condensare.

## Condensazione su superfici

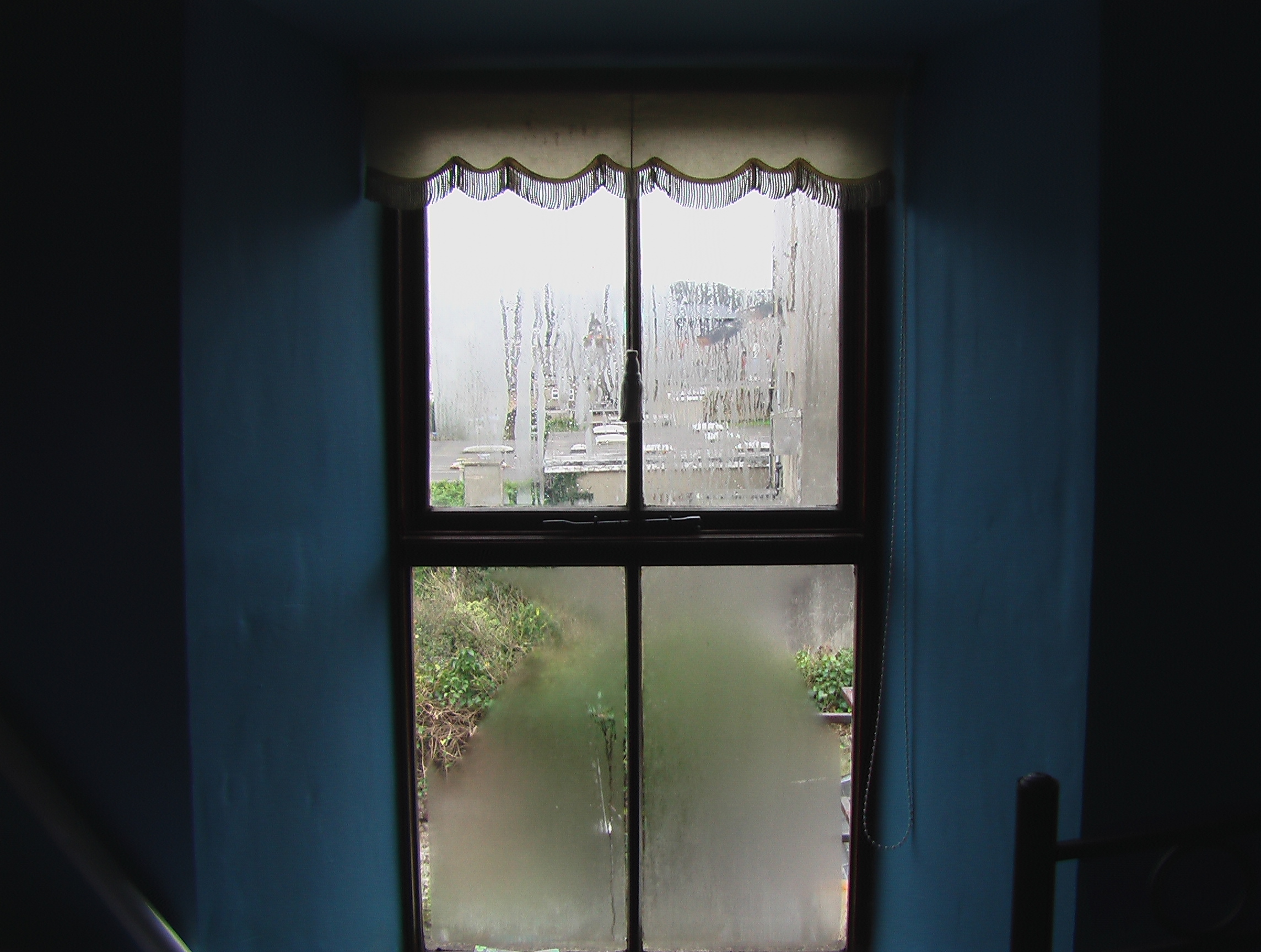
Sulle finestre si ha condensazione a causa della differenza di temperatura tra gli ambienti separati dal vetro

La condensazione su superfici può avvenire in due modi:
- Condensazione a film: il vapore condensa sulla superficie creando un film di liquido, che percola verso il basso per gravità; la presenza del film liquido ostacola la formazione di nuovo condensato.
- Condensazione a gocce: il vapore condensa sotto forma di piccole gocce, che si possono staccare dalla superficie lasciandola libera per la formazione di nuove gocce.

La condensazione a film avviene generalmente su superfici pulite e lisce. La presenza di impurezze sulla superficie e nel vapore e la rugosità dell'area di scambio, porta al frazionamento in gocce del film. La condensazione a gocce può sviluppare coefficienti di scambio termico molto più elevati (da 4 a 8 volte) rispetto a quella a film, in quanto la superficie effettiva di scambio, nel caso delle gocce, diventa molto più elevata e la resistenza termica del condensato viene a mancare. Per i calcoli tecnici, dato che non può essere prevista con precisione la condensazione a gocce, si fa riferimento alla condensazione a film: questo è a vantaggio della sicurezza.

## Applicazioni
Nell'ambito della chimica industriale e della chimica sperimentale, la condensazione è un'"operazione unitaria", cioè una tappa di un insieme di processi chimico-fisici che hanno come scopo la trasformazione di una sostanza. Ad esempio viene svolta la condensazione di una corrente fluida nella parte alta di una colonna di distillazione o all'interno di un ciclo frigorifero.
L'operazione di condensazione viene largamente usata in tecnologia chimica per condensare sostanze ottenute allo stato di vapore, onde commerciarle o trattarle sotto forma liquida: ciò vale, per esempio per la benzina, che nei processi di distillazione è ottenuta sotto forma di vapore. Mentre un vapore puro condensa a temperatura costante, i vapori misti condensano in un intervallo di temperatura, separando prima i componenti meno volatili, quindi i più volatili, il che permette la separazione di composti o di frazioni (condensazione frazionata).

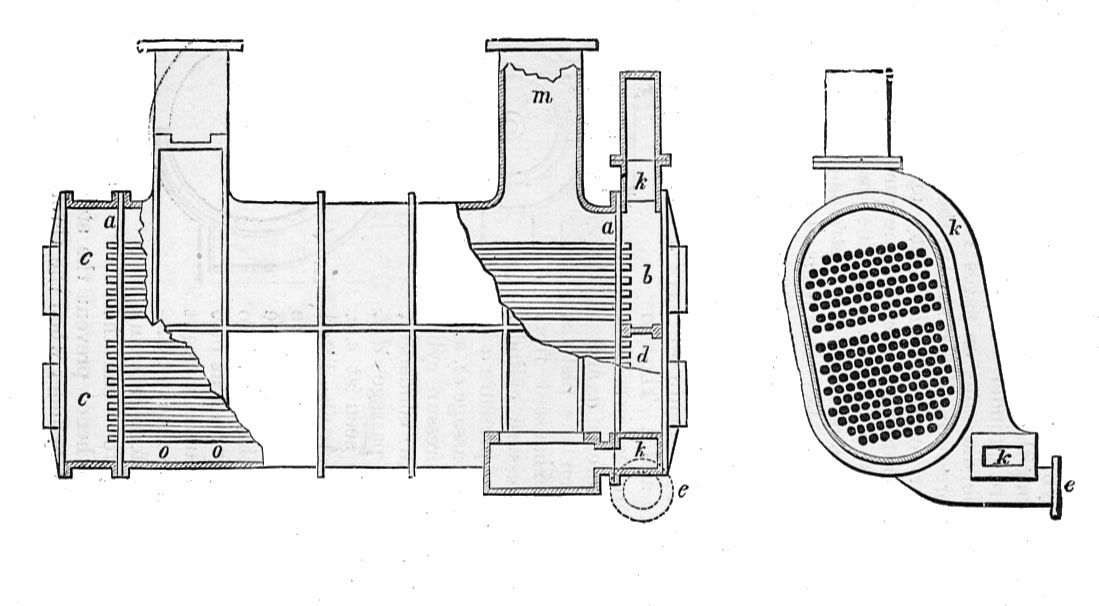
Un esempio di condensatore utilizzato nell'industria chimica
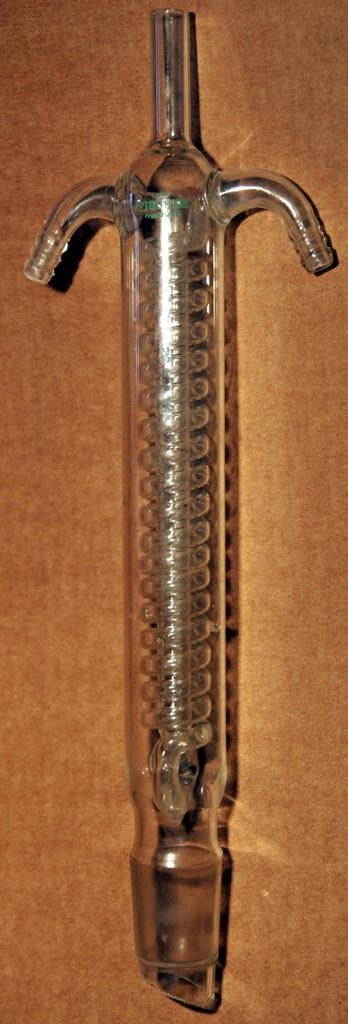
Un esempio di condensatore da laboratorio
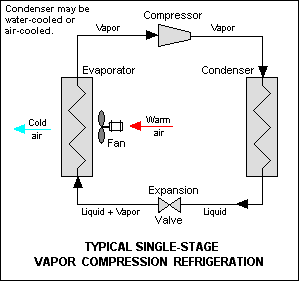
Schema di un ciclo frigorifero (il condensatore è posto a destra)

Inoltre il fenomeno della condensazione del vapore acqueo può essere sfruttato per recuperare l'acqua contenuta nell'atmosfera sotto forma di vapore acqueo. Su tale principio si basa il dissalatore ad energia solare ("solar still"), il "condensatore Zibold" e altre apparecchiature più complesse, quali i "condensatori a energia solare".

Schema di funzionamento di un distillatore ad energia solare
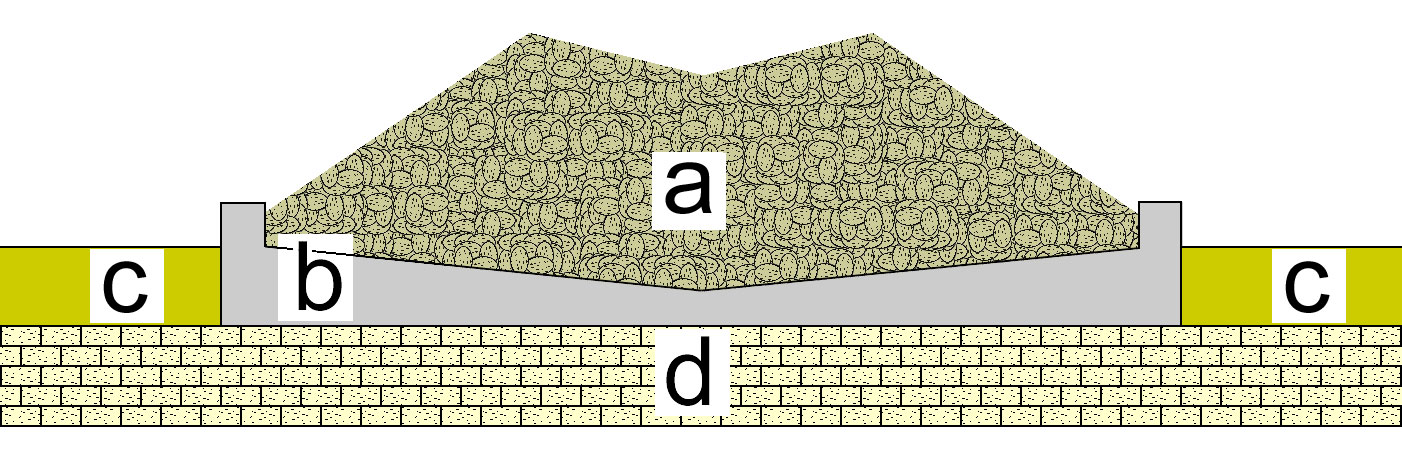
Schema di funzionamento di un condensatore Zibold
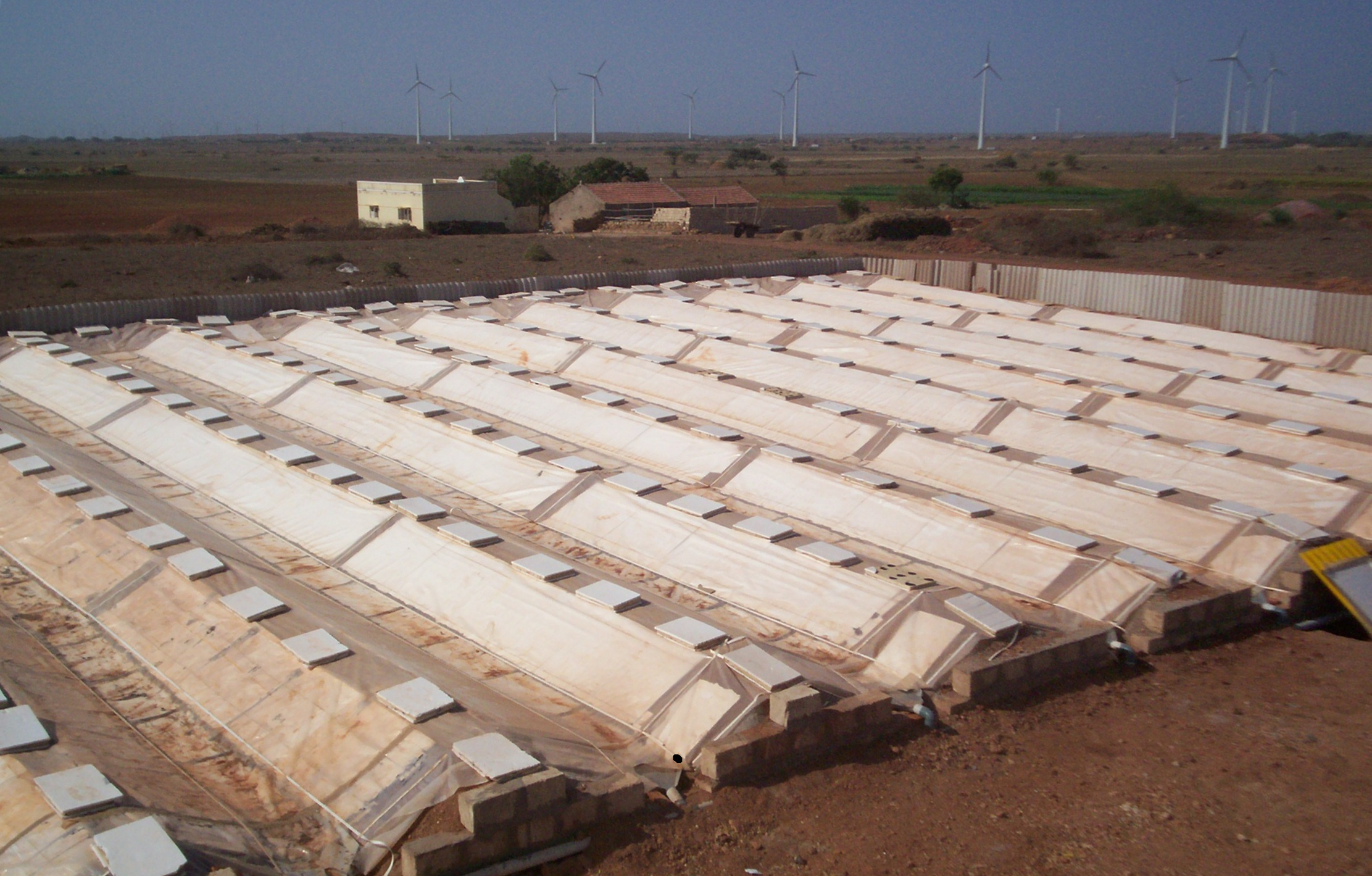
Un impianto a terra di condensatori a energia solare